# Jatvingok
A jatvingok vagy jotvingok (más alakban yotving) németül Jatwinger, litvánul Jotvingiai, lengyelül Jaćwingowie a balti népek csoportjába tartoznak, de hovatartozásuk máig kérdés, mivel egyes vélemények szerint önálló nép, míg mások szerint csak a balti poroszok egyik törzse.
A jatvingokba belesorolják a kelet-porosz suduvai törzseket. A jatving területek Kelet-Poroszország és Litvánia területén voltak. A suduvaiakat a Német Lovagrend 1283-ban leigázta, míg a többi jatving litván fennhatóság alatt élt tovább. Kihalásuk időpontja nem ismert.